# Delma
Delma är ett släkte av ödlor. Delma ingår i familjen fenfotingar.
Arter enligt Catalogue of Life:
- Delma australis
- Delma borea
- Delma butleri
- Delma concinna
- Delma desmosa
- Delma elegans
- Delma fraseri
- Delma grayii
- Delma impar
- Delma inornata
- Delma labialis
- Delma mitella
- Delma molleri
- Delma nasuta
- Delma pax
- Delma plebeia
- Delma tealei
- Delma tincta
- Delma torquata

The Reptile Database listar ytterligare tre arter.